# Ophioderma teres
Ophioderma teres är en ormstjärneart som först beskrevs av George Richard Lyman 1860.  Ophioderma teres ingår i släktet Ophioderma och familjen Ophiodermatidae. Inga underarter finns listade i Catalogue of Life.